# Alexander K. Kummant
Alexander K. Kummant (* 1962) ist ein amerikanischer Manager. Er war von September 2006 bis November 2008 President und CEO der staatlichen Bahngesellschaft Amtrak.

## Leben
Mit 18 arbeitete Alexander Kummant für die Lake Terminal Railroad bei den US-Steel-Werke in Lorain (Ohio) in einer Gleisbaubrigade.
An der Case Western Reserve University legte er 1982 den Bachelor of Science im Maschinenbau ab. Anschließend begann er als Ingenieur für die Standard Oil Company zu arbeiten. 1986 wurde er an der Carnegie Mellon University zum Master in Produktionstechnik promoviert und arbeitet danach für die Carnegie Group Inc. Nach seinem Master in Betriebswirtschaft an der Stanford University 1990 wechselte er zur Timken Company und wurde Senior Analyst in der Stahl-Abteilung.
1992 ging er zu Emerson Electric. Nachdem er auf verschiedenen Stellen gearbeitet hatte, war er von 1996 bis 1998 Präsident der Abteilung SWECO. 1998 bis 1999 arbeitete Kummant als Präsident der Abteilung Lightnin and Filtran bei der SPX Corporation.
Er wechselte dann zur Union Pacific Railroad und arbeitete als Vice President und General Manager im Bereich Industrieprodukte. Von 2001 bis 2002 war er Vice President of Premium Operations und zuständig für den intermodalen Verkehr und das Verteilnetzwerk der Automobilunternehmen. 2002 bis 2003 arbeitete Kummant als Regional Vice President und war für die Region Central mit 12.875 Kilometer Gleis und 6.000 Mitarbeitern zuständig.
2004 war Kummant President der amerikanischen Niederlassung des deutschen Fahrzeugherstellers BOMAG und 2005 Executive Vice President und Chief Marketing Officer bei der Niederlassung des japanischen Maschinenbaukonzern Komatsu. Anschließend arbeitet er 2006 bei Invensys Controls als Vice President und General Manager. Zum 12. September 2006 wechselte er zum Amtrak und wurde President und CEO. Während seiner Tätigkeit überprüfte er alle Abschlüsse mit den Gewerkschaften und schloss neue Vereinbarungen. Am 14. November 2008 trat er von diesem Posten zurück, nachdem die Differenzen zwischen Kummant und dem Aufsichtsrat unüberbrückbar wurden.
Nach seinem Ausscheiden bei Amtrak war er Senior Vice President für Strategie und Planung bei Spirit AeroSystems. Von 2012 bis 2017 war er bei der australischen Aurizon Holdings Limited, einer Güter-Eisenbahngesellschaft, für den Bereich Streckennetz verantwortlich.
Alexander Kummant ist mit einer Managerin aus der Eisenbahnbranche verheiratet.